# Крозон
Крозон (фр. Crozon) је насељено место у Француској у региону Бретања, у департману Финистер.
По подацима из 2011. године у општини је живело 7751 становника, а густина насељености је износила 96,44 становника/km².

## Демографија
| 1962. | 1968. | 1975. | 1982. | 1990. | 2011. |
| ----- | ----- | ----- | ----- | ----- | ----- |
| 6.741 | 6.895 | 7.297 | 7.525 | 7.705 | 7.751 |